# Marele Premiu al Canadei din 2018
Marele Premiu al Canadei din 2018 (cunoscut oficial ca Formula 1 Grand Prix Heineken du Canada 2018) a fost o cursă auto de Formula 1 ce s-a desfășurat pe 10 iunie 2018 pe Circuitul Gilles Villeneuve din Montréal, Canada. Cursa a fost cea de-a șaptea etapă a Campionatului Mondial de Formula 1 din 2018.
Pilotul Mercedes Lewis Hamilton a fost cel care a câștigat cursa anul trecut. Hamilton a fost cel care s-a aflat pe primul loc în clasamentul general al piloților înaintea cursei, având 14 puncte avans față de Sebastian Vettel. În clasamentul constructorilor, Mercedes a avut 27 de puncte în fața celor de la Ferrari.

## Calificări
Calificările au avut loc pe 9 iunie 2018, începând cu ora locală 14:00 EDT (UTC-4), ora 21:00 EEST.
| Poz.                  | Nr. | Pilot             | Constructor               | Timpi calificări | Timpi calificări | Timpi calificări | Grila finală |
| Poz.                  | Nr. | Pilot             | Constructor               | Q1               | Q2               | Q3               | Grila finală |
| --------------------- | --- | ----------------- | ------------------------- | ---------------- | ---------------- | ---------------- | ------------ |
| 1                     | 5   | Sebastian Vettel  | Ferrari                   | 1:11,710         | 1:11,524         | 1:10,764         | 1            |
| 2                     | 77  | Valtteri Bottas   | Mercedes                  | 1:11,950         | 1:11,514         | 1:10,857         | 2            |
| 3                     | 33  | Max Verstappen    | Red Bull Racing-TAG Heuer | 1:12,008         | 1:11,472         | 1:10,937         | 3            |
| 4                     | 44  | Lewis Hamilton    | Mercedes                  | 1:11,835         | 1:11,740         | 1:10,996         | 4            |
| 5                     | 7   | Kimi Räikkönen    | Ferrari                   | 1:11,725         | 1:11,620         | 1:11,095         | 5            |
| 6                     | 3   | Daniel Ricciardo  | Red Bull Racing-TAG Heuer | 1:12,459         | 1:11,434         | 1:11,116         | 6            |
| 7                     | 27  | Nico Hülkenberg   | Renault                   | 1:12,795         | 1:11,916         | 1:11,973         | 7            |
| 8                     | 31  | Esteban Ocon      | Force India-Mercedes      | 1:12,577         | 1:12,141         | 1:12,084         | 8            |
| 9                     | 55  | Carlos Sainz Jr.  | Renault                   | 1:12,689         | 1:12,097         | 1:12,168         | 9            |
| 10                    | 11  | Sergio Pérez      | Force India-Mercedes      | 1:12,702         | 1:12,395         | 1:12,671         | 10           |
| 11                    | 20  | Kevin Magnussen   | Haas-Ferrari              | 1:12,680         | 1:12,606         |                  | 11           |
| 12                    | 28  | Brendon Hartley   | Scuderia Toro Rosso-Honda | 1:12,587         | 1:12,635         |                  | 12           |
| 13                    | 16  | Charles Leclerc   | Sauber-Ferrari            | 1:12,945         | 1:12,661         |                  | 13           |
| 14                    | 14  | Fernando Alonso   | McLaren-Renault           | 1:12,979         | 1:12,856         |                  | 14           |
| 15                    | 2   | Stoffel Vandoorne | McLaren-Renault           | 1:12,998         | 1:12,865         |                  | 15           |
| 16                    | 10  | Pierre Gasly      | Scuderia Toro Rosso-Honda | 1:13,047         |                  |                  | 19           |
| 17                    | 18  | Lance Stroll      | Williams-Mercedes         | 1:13,590         |                  |                  | 16           |
| 18                    | 35  | Serghéi Sirótkin  | Williams-Mercedes         | 1:13,643         |                  |                  | 17           |
| 19                    | 9   | Marcus Ericsson   | Sauber-Ferrari            | 1:14,593         |                  |                  | 18           |
| Regula 107%: 1:16,729 |     |                   |                           |                  |                  |                  |              |
| —                     | 8   | Romain Grosjean   | Haas-Ferrari              | Fără timp        |                  |                  | 20           |
| Sursa:                |     |                   |                           |                  |                  |                  |              |

Note
- ^1 – Pierre Gasly a primit o penalizare de zece locuri pe grila de start pentru schimbarea motorului.
- ^2 – Romain Grosjean nu s-a încadrat în regula 107% în prima parte a calificărilor - a concurat prin decizia organizatorilor.[1]

## Cursa
Cursa a avut loc pe 10 iunie 2018, începând cu ora locală 14:00 EDT (UTC-4), ora 21:00 EEST, și a durat 68 de tururi.
| Poz.   | Nr. | Pilot             | Constructor               | Tururi | Timp/Retras | Grilă | Puncte |
| ------ | --- | ----------------- | ------------------------- | ------ | ----------- | ----- | ------ |
| 1      | 5   | Sebastian Vettel  | Ferrari                   | 68     | 1:28:31,377 | 1     | 25     |
| 2      | 77  | Valtteri Bottas   | Mercedes                  | 68     | +7,376      | 2     | 18     |
| 3      | 33  | Max Verstappen    | Red Bull Racing-TAG Heuer | 68     | +8,360      | 3     | 15     |
| 4      | 3   | Daniel Ricciardo  | Red Bull Racing-TAG Heuer | 68     | +20,892     | 6     | 12     |
| 5      | 44  | Lewis Hamilton    | Mercedes                  | 68     | +21,559     | 4     | 10     |
| 6      | 7   | Kimi Räikkönen    | Ferrari                   | 68     | +27,184     | 5     | 8      |
| 7      | 27  | Nico Hülkenberg   | Renault                   | 67     | +1 tur      | 7     | 6      |
| 8      | 55  | Carlos Sainz Jr.  | Renault                   | 67     | +1 tur      | 9     | 4      |
| 9      | 31  | Esteban Ocon      | Force India-Mercedes      | 67     | +1 tur      | 8     | 2      |
| 10     | 16  | Charles Leclerc   | Sauber-Ferrari            | 67     | +1 tur      | 13    | 1      |
| 11     | 10  | Pierre Gasly      | Scuderia Toro Rosso-Honda | 67     | +1 tur      | 19    |        |
| 12     | 8   | Romain Grosjean   | Haas-Ferrari              | 67     | +1 tur      | 20    |        |
| 13     | 20  | Kevin Magnussen   | Haas-Ferrari              | 67     | +1 tur      | 11    |        |
| 14     | 11  | Sergio Pérez      | Force India-Mercedes      | 67     | +1 tur      | 10    |        |
| 15     | 9   | Marcus Ericsson   | Sauber-Ferrari            | 66     | +2 tururi   | 18    |        |
| 16     | 2   | Stoffel Vandoorne | McLaren-Renault           | 66     | +2 tururi   | 15    |        |
| 17     | 35  | Serghéi Sirótkin  | Williams-Mercedes         | 66     | +2 tururi   | 17    |        |
| Ab     | 14  | Fernando Alonso   | McLaren-Renault           | 40     | Evacuare    | 14    |        |
| Ab     | 28  | Brendon Hartley   | Scuderia Toro Rosso-Honda | 0      | Accident    | 12    |        |
| Ab     | 18  | Lance Stroll      | Williams-Mercedes         | 0      | Accident    | 16    |        |
| Sursa: |     |                   |                           |        |             |       |        |

## Clasamentele campionatelor după cursă
|   | Poz. | Pilot            | Puncte |
| - | ---- | ---------------- | ------ |
| 1 | 1    | Sebastian Vettel | 121    |
| 1 | 2    | Lewis Hamilton   | 120    |
| 1 | 3    | Valtteri Bottas  | 86     |
| 1 | 4    | Daniel Ricciardo | 84     |
|   | 5    | Kimi Räikkönen   | 68     |

|  | Poz. | Constructor               | Puncte |
|  | ---- | ------------------------- | ------ |
|  | 1    | Mercedes                  | 206    |
|  | 2    | Ferrari                   | 189    |
|  | 3    | Red Bull Racing-TAG Heuer | 134    |
|  | 4    | Renault                   | 56     |
|  | 5    | McLaren-Renault           | 40     |